# Miguel Solans
Pour les articles homonymes, voir Solans.
Miguel Solans Soteras est un homme politique espagnol membre du Parti des socialistes de Catalogne (PSC), né le 4 décembre 1944 à Saragosse.
Il est gouverneur civil de la province de Gérone entre 1982 et 1985, puis délégué du gouvernement pour le plan national des drogues jusqu'en 1992. Il occupe ensuite les délégations dans la communauté de Madrid pendant un an, puis en Catalogne jusqu'en 1996.

## Référence
- (ca) Cet article est partiellement ou en totalité issu de l’article de Wikipédia en catalan intitulé « Miguel Solans Soteras » (voir la liste des auteurs).

1. ↑  Miguel Solans, experto en la lucha contra la droga, nuevo delegado del Gobierno, ABC, 28 novembre 1991